# 동티롤

티롤
티롤주(북티롤·동티롤)(오스트리아)
볼차노현(남티롤)(이탈리아)
트렌토현(이탈리아)

동티롤(독일어: Osttirol)은 티롤 지역의 남부가 이탈리아에 할양되며 분단된 오스트리아 티롤주의 동부에 해당되는 지역이다. 행정적으로 리엔츠를 중심으로 한 리엔츠군 하나가 있다.

## 같이 보기
- 티롤
- 트렌토도